# إيجور سكليار
إيجور باريسوفيتش سكليار (بالروسية: Игорь Борисович Скляр) (مواليد 18 ديسمبر 1957) هو ممثل ومغني روسي. شارك في أكثر من 30 فيلمًا منذ 1974. في 1994، شارك في فيلم سنة الكلب الذي حاز جائزة الدب الفضي للمساهمة الفنية المتميزة من مهرجان برلين السينمائي الدولي. له أيضًا مشاركات في المسرح والمسلسلات التلفزيونية.

## روابط خارجية
- إيجور سكليار على موقع IMDb (الإنجليزية)
- إيجور سكليار على موقع ميوزك برينز (الإنجليزية)
- إيجور سكليار على موقع أول موفي (الإنجليزية)
- إيجور سكليار على موقع ديسكوغز (الإنجليزية)
- إيجور سكليار على موقع قاعدة بيانات الفيلم (الإنجليزية)
- إيجور سكليار على موقع كينوبويسك (الروسية)